# María Jesús Serrano Jiménez
María Jesús Serrano Jiménez (Baena, 1970) és una política espanyola, consellera de Medi Ambient i Ordenació de Territori de la Junta d'Andalusia entre 2013 i 2015.

## Biografia
És llicenciada en dret per la Universitat de Còrdova, màster en creació i formació d'empreses per l'Escola Internacional de Negoci i màster en prevenció i tractament de les conductes addictives en l'àmbit legal per la Universitat de València. Des de 2011 fins al seu nomenament com a consellera de Medi Ambient i Ordenació del Territori ocupava l'alcaldia de l'ajuntament de la seva localitat natal, així com la vicepresidència de la mancomunitat de municipis del Guadajoz Campiña Este de Córdoba, organisme de la qual és tècnica d'administració en excedència.
Anteriorment, va exercir en el consistori de Baena el càrrec de segona tinent d'alcalde i regidor d'Urbanisme, Medi Ambient i Turisme des de 2007. Especialista en planificació i gestió urbanística pel Centre d'Estudis Municipals i de Cooperació Internacional de la Diputació de Granada, entre 2008 i 2011 va ser la responsable del projecte europeu de recuperació del nucli històric de Baena 'Baniana I'.
Autora d'un llibre sobre la immigració estrangera a la mancomunitat del Guadajoz, Serrano pertany al comitè director del PSOE d'Andalusia, així com al seu consell territorial. En aquesta formació política ha desenvolupat diverses responsabilitats a les àrees de desenvolupament, ordenació del territori i medi ambient.

## Càrrecs exercits
- Regidor de l'Ajuntament de Baena (2007-2013).
- Segona tinent d'alcalde de Baena (2007-2011).
- Alcaldessa de Baena (2011-2013).
- Consellera de Medi Ambient i Ordenació del Territori de la Junta d'Andalusia (Des de 2013).
- Consellera de Foment i Habitatge de la Junta d'Andalusia (Des de 2015).
- Vocal de la Comissió Gestora del PSOE (des de 2016).